# قاف (ترانه)
قاف ترانه‌ای از علیرضا طلیسچی است که در ۱۰ بهمن ۱۳۹۹ منتشر شد. این ترانه را طلیسچی سروده و آهنگسازی آن را نیز به‌عهده دارد.
این ترانه پس از مرگ حمیدرضا روحی -که سوار بر موتور بخشی از این ترانه را می‌خواند (بارون اومد و یادم داد تو زورت بیشتره)- بیشتر شنیده شد.

## متن ترانه
بارون اومدو یادم داد تو زورت بیشتره
ممکنه هر دفعه اونجوری که میخواستی پیش نره
خاطره هام داره خوابو میگیره ازم
دوری و من دیگه ته دنیام قلبت نوک قله ی قافه
من که تو زندگیم هیشکی نیست
چه دروغی دارم بگم آخه
این همه دوری نه واسه تو خوبه نه من
طرف تو بارون نمیاد
نمیشی دلتنگ زیاد میدونی چند وقته دلم تورو میخواد
اینجوری نکن با من هی دوری نکن با من این شوخی خوبی نیست
من بی تو میمیرم واقعا
اینجوری نرو سخته چرا قلب تو بی رحمه کی غیر تو با قلبش این حال منو میفهمه
موندم با اشک و آهم با چشمای چشم به راهم
کاشکی میشد یه قیچی میخورد رو خاطرات با هم
من دوست دارم این بده دوریت ازم اینقده که زندم به زور یه رویای دور
اینجوری نکن با من هی دوری نکن با من این شوخی خوبی نیست
من بی تو میمیرم واقعا
اینجوری نرو سخته چرا قلب تو بی رحمه کی غیر تو با قلبش این حال منو میفهمه
اینجوری نکن با من هی دوری نکن با من این شوخی خوبی نیست
من بی تو میمیرم واقعا
اینجوری نرو سخته چرا قلب تو بی رحمه کی غیر تو با قلبش این حال منو میفهمه